# Maria Mitrosz
Maria Mitrosz (ur. 1970 w Białymstoku) – polska śpiewaczka operowa, sopran, w latach 2000–2011 solistka Teatru Wielkiego w Poznaniu.

## Życiorys
W 1995 ukończyła studia w warszawskiej Akademii Muzycznej im. Fryderyka Chopina, gdzie studiowała na Wydziale Wokalnym pod kierunkiem prof. Janiny Skalik. Śpiew doskonaliła na kursach wokalnych prowadzonych przez Teresę Żylis-Garę, Ryszarda Karczykowskiego oraz Carla Bergonziego. Otrzymała stypendium Ministra Kultury i Sztuki oraz Prezydenta m.st. Warszawy.
Ma w swoim dorobku artystycznym główne role m.in. w operach Halka, Madame Butterfly, Fidelio i Aida. Koncertowała w kraju i poza jego granicami, m.in. w Rosji, Niemczech, Włoszech, na Litwie, w Kuwejcie i Izraelu. W latach 1996–1997 była solistką Teatru Muzycznego „Roma”, a w latach 2000–2011 solistką Teatru Wielkiego w Poznaniu. Występowała również w Teatrze Narodowym w Warszawie, Operze Krakowskiej i w Operze i Filharmonii Podlaskiej. Ma w swoim dorobku nagrania płytowe.